# Christophe Beaugrand
Pour les articles homonymes, voir Beaugrand.
Christophe Beaugrand-Gerin est un journaliste, animateur de radio et de télévision et chroniqueur français, né le 2 janvier 1977 à Villebon-sur-Yvette (Essonne).
Il est journaliste sur LCI et est notamment le présentateur de Secret Story et le coanimateur de Ninja Warrior : Le Parcours des héros sur TF1. Chroniqueur dans Bonjour ! La Matinale TF1, il est dans cette même émission, le joker de Bruce Toussaint, ainsi que celui d'Isabelle Ithurburu dans 50 minutes inside.

## Biographie

### Jeunesse
Christophe Beaugrand naît le 2 janvier 1977 à Villebon-sur-Yvette, en Essonne.
À 6 ans, sa vocation serait née alors qu'il assiste au tournage de La Malle à malice, une émission pour les enfants diffusée sur FR3 Lorraine. Enfant, il assiste au tournage d’une émission de la télévision locale, dès lors il se passionne pour les médias. C’est ainsi qu’il va créer son propre journal qu’il distribue à la sortie de l’école.

### Débuts dans l'audiovisuel
Il commence sa carrière d'animateur dans une radio locale de l'Essonne puis c'est sur Ado FM qu'il prend ses ailes. En parallèle, il suit des études de journalisme à l'école des hautes études en sciences de l'information et de la communication (Celsa) de Neuilly-sur-Seine.
Durant la saison 1997-1998, il participe comme candidat à l'émission dominicale Sous vos applaudissements sur France 2, un télé-crochet donnant leur chances aux jeunes animateurs, conçu et présenté par Jacques Martin, remplacé en fin de saison pour raisons de santé par Jean-Claude Brialy. Les apprentis animateurs, parmi lesquels se trouvent aussi Willy Rovelli et Laurent Artufel, doivent passer des épreuves devant un jury de personnalités issues du journalisme, de la communication, du monde du spectacle, de la télévision, etc. Il termine dans les finalistes.
Après une hypokhâgne, il est diplômé de l'IUT de journalisme de Bordeaux (promotion 1999), Christophe Beaugrand réalise des piges pour la presse écrite, notamment à France-Soir.

### Carrière à la radio
À partir de septembre 2006, il réalise chaque lundi une chronique dans Le Journal de la télé de Jean-Marc Morandini, sur Europe 1.
Lors de la saison 2009–2010, il assure un billet d'humeur sur les médias dans l'émission de Jean-Marc Morandini sur Europe 1 du lundi au vendredi après le flash de 12 h avant d'interrompre cette collaboration à Noël 2009 après « quelques accrochages avec Europe 1 ».
En septembre 2010, il rejoint Laurent Ruquier dans l'émission On va s'gêner, sur Europe 1.
À partir du 26 août 2013, il anime chaque jour la matinale de Virgin Radio, intitulée Virgin Tonic. La saison suivante, faute d'audience, il est remplacé par Camille Combal.
En 2014, il rejoint la bande de Laurent Ruquier sur RTL pour Les Grosses Têtes.
Pendant l'été 2015, il présente RTL Petit Matin de 5 h à 6 h 30 sur RTL en semaine, puis également pendant l'été 2016.
Le 25 décembre 2017, il anime le 5 à 7 et Stop ou Encore, puis, du 26 au 29 décembre 2017, RTL Petit Matin de 5h à 6h30.

### Carrière à la télévision

#### 1999-2007: La Cinquième, France 2, TPS Star, LCI, Pink TV et TF1
Christophe Beaugrand travaille tout d'abord pour les émissions Éconoclaste sur La Cinquième, Télématin sur France 2 et Home Cinéma sur TPS Star.
En 1999, il rejoint la chaîne d'information en continu LCI, en tant que rédacteur-commentateur.
À partir de 2000, il est l'un des présentateurs remplaçants de la chaîne. Il présente régulièrement les journaux du week-end sur cette chaîne, avant de créer avec Damien Givelet LCI est à vous, un journal construit à partir de la liste des articles les plus consultés sur le site web de LCI.
De 2004 à 2006 il coanime avec Marie Labory Le Set, une émission quotidienne culturelle sur Pink TV.
Durant la saison 2006-2007, il présente chaque semaine la rubrique People Police dans 50 minutes inside sur TF1, un tour d'horizon de l'actualité people. Au cours de l'été 2007, il assure un billet quotidien sur les programmes télévisés de la veille dans la formule estivale du "journal de la télé".

#### 2007-2009: Canal+ et I-Télé
En septembre 2007, il rejoint le groupe Canal+ pour présenter chaque matin Le JT des médias dans La Matinale de Bruce Toussaint sur Canal+. Il anime également I>Net, une rubrique consacrée à Internet, sur I>Télé, la chaîne d'information en continu du groupe dans 1 h 30 chrono présenté par Thomas Hugues (avec une rediffusion dans Info soir animé par Nicolas Charbonneau et Priscilia de Selve de 22 h à 0 h et une déclinaison en magazine le week-end). Il continue de participer à l'émission de Jean-Marc Morandini sur Europe 1. Au début de l'été 2008, Christophe Beaugrand et Émilie Besse animent une version raccourcie de La Matinale.
À partir de septembre 2008, tout en poursuivant La Matinale aux côtés de Maïtena Biraben, Christophe Beaugrand présente la rubrique Mediaplanet chaque samedi dans + Clair.
De septembre 2009 à octobre 2009, il présente avec Ariane Brodier sur Virgin 17 Pop Job, une émission de téléréalité musicale opposant deux entreprises.

#### Depuis 2009: Groupe TF1

##### Information, magazines et divertissements
En juillet 2009, Christophe Beaugrand quitte Canal+ pour rejoindre à la rentrée suivante TF1 comme chroniqueur dans les émissions 10h le Mag et 50 minutes inside et présente sur LCI L'After news, un talk-show hebdomadaire consacré à la culture et l'actualité.
Du 25 mars au 27 mai 2010, il est chroniqueur avec Christine Bravo dans Ça va s'Cauet, diffusée le jeudi en deuxième partie de soirées sur TF1.
De 2010 à 2016, il coprésente sur LCI La Médiasphère, une émission de décryptage sur les médias.

De août 2011 à juin 2013, il présente le magazine En mode Gossip sur la chaîne NT1.

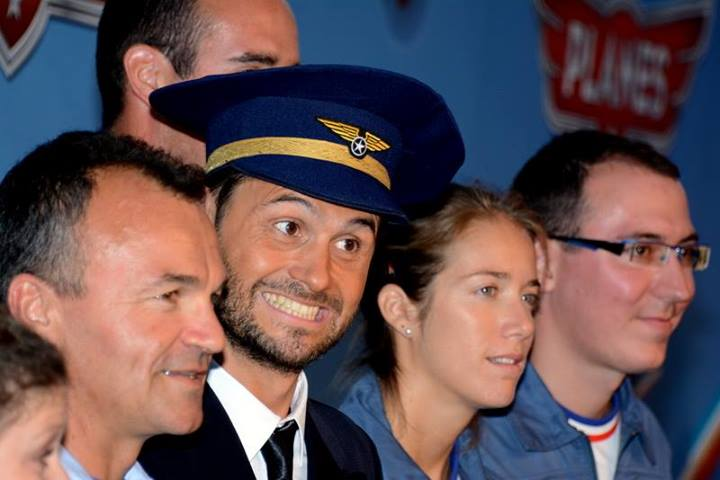
Christophe Beaugrand en 2013 lors de l'avant-première du film Planes.

En 2014, il présente au côté d'Estelle Denis la saison 2 du télé-crochet The Best, le meilleur artiste sur TF1. En 2015, il co-anime, avec Carole Rousseau, deux quiz de la suite La France passe le test consacrés au quotient intellectuel et à la culture générale sur TF1.
À partir de décembre 2015, il est régulièrement à la présentation des tirages du Loto et de l'Euromillions sur TF1.
Depuis 2016, il coprésente l'émission Ninja Warrior : Le Parcours des héros diffusée sur TF1 avec Sandrine Quétier (en 2016 et 2017), Iris Mittenaere (depuis 2018) et Denis Brogniart. En 2020, l’émission est rediffusée sur TFX.
À la rentrée 2018, il fait son retour sur LCI. De 2018 à 2020, il réalise des chroniques pour La Matinale et sera amené, de temps en temps, à faire des remplacements et des talk-shows.
Il co-présente avec Laurence Boccolini, en janvier 2019 sur TF1, l'émission Big Bounce Battle, la course de trampoline,.
Depuis 2019, il présente, avec Karine Ferri, plusieurs Grands Bêtisiers sur TF1 (Le Grand Bêtisier, Le Grand Bêtisier de l'été, Le Grand Bêtisier du 31, Le Grand Bêtisier à la maison...)
Depuis 2020, il présente ses propres émissions d'information chaque week-end sur LCI : Le Brunch de l'Info en 2020-2021 et Les Matins Week-End depuis la rentrée 2021.
En 2021, il présente la retransmission du concert Global Citizen Live sur TMC.

##### Secret storyet téléréalité
En avril 2015, il est annoncé à la présentation de la saison 9 de l'émission de téléréalité Secret Story.
Du 21 août 2015 jusqu'en novembre 2015, il présente sur TF1 et sur NT1 la 9e saison de Secret Story, en remplacement de Benjamin Castaldi, parti sur NRJ12 après 8 ans de services sur l'émission. Il présente sur TF1 le premier numéro en première partie de soirée puis l'émission hebdomadaire tous les vendredis en deuxième partie de soirée, suivi de L'After qu'il coanime avec Julie Taton, Adrien Lemaître et Leïla Ben Khalifa (la gagnante de la 8e saison de Secret Story). Sur NT1, il présente la quotidienne en access prime-time avec les mêmes coanimateurs (rediffusion la nuit).
Du 26 août au 18 novembre 2016, il présente la 10e saison de Secret Story. Il anime la première sur TF1 en deuxième partie de soirée. Sur NT1, il anime seul la quotidienne ainsi que L'Hebdo, et Le Débrief avec à ses côtés, Adrien Lemaître, Julie Taton, Leïla Ben Khalifa et ponctuellement Émilie Fiorelli (la gagnante de Secret Story 9).
Du 1er septembre au 8 décembre 2017, il présente la 11e saison de Secret Story, sur le même modèle d'animation que la saison 10, mais épaulé par Julien Geloën (le gagnant de la 10e saison de Secret Story) et ponctuellement Lilie Delahaie (comportementaliste et coach intuitive) ainsi que Terry LTAM (journaliste chez melty), en plus de Leïla Ben Khalifa et d'Adrien Lemaître.
Le 16 mai 2018, il annonce lors d'un interview de PureMédias que l'émission Secret Story n'est pas renouvelée pour une douzième saison.
À partir du 16 juillet 2018, il présente, avec Lucie Mariotti, La Villa : La Bataille des couples, sur TFX. En mai 2020, il annonce qu'il quitte l'émission pour rester auprès de son fils, né en novembre 2019.
Christophe Beaugrand présente finalement la saison 12 de Secret Story d'avril à juin 2024, puis la saison 13 de juin à août 2025, sur TF1 puis TFX.

### Engagement associatif et campagnes publicitaires
Christophe Beaugrand milite également contre le sida. Il soutient l'association LGBT Le Refuge. Le 19 décembre 2018, plus de 70 célébrités se mobilisent à l'appel de l'association Urgence Homophobie. Beaugrand est l'une d'elles et apparaît dans le clip de la chanson De l'amour,,. 
Début novembre 2019, il participe à la campagne publicitaire Mois sans tabac, de Santé publique France, aux côtés d'autres animateurs du paysage audiovisuel tels que Daphné Burki ou Cyrille Eldin.
En 2020 et 2022, il est le parrain de la journée mondiale contre l'abandon des animaux.
En 2021, il participe à un spot pour lutter contre le harcèlement de rue produit par TF1 Factory, en partenariat avec L'Oréal Paris, et diffusé sur TF1, aux côtés notamment de Denis Brogniart ou encore d'Harry Roselmack.
En 2021, le Ministère de l’égalité entre les femmes et les hommes, de la diversité et de l’égalité des chances l'invite à participer à une campagne pour lutter contre les discriminations liées à l’orientation sexuelle ou à l’identité de genre réalisée en partenariat avec TF1. « Le message consistait, en s’appuyant sur des rôles modèles, à donner de l’espoir aux personnes LGBT+ , jeunes ou moins jeunes, qui peuvent parfois rencontrer des difficultés qui semblent insurmontables ». D'autres célébrités participent également à ce clip, notamment Théo Curin, Papa Drag, Caroline Fourest, Mathieu et Alexandre de L'amour est dans le pré.

### Activités artistiques
En mars 2012, il fait une apparition dans l'épisode 24 de la série Les Mystères de l'amour diffusée sur TMC, Flagrants délits, sous les traits d'un animateur de télévision.
En 2014, il joue dans un épisode du prime time-spécial Nos chers voisins, fête des voisins. Il y incarne le chef de chantier du couple Jombier.
En avril 2015, il fait la une du magazine Têtu, dans lequel il déclare « être gay et fier à la télé » et ajoute qu'il n'a jamais caché son homosexualité, notamment sur Pink TV, et que cela n'a pas posé de problème pour réussir à la télévision.
En 2016, il interprète son propre rôle dans l'épisode Enfants, mode d'emploi de Joséphine, ange gardien.
Le 6 février 2017, il présente la 4e édition des Melty Future Awards au Grand Rex à Paris.
En 2022, il double le personnage de Ryan dans la version française du film d'animation espagnol Tad l'explorateur et la table d'émeraude, aux côtés d'Agathe Lecaron et Élodie Gossuin notamment.

### Vie privée
Le 28 juillet 2018, Christophe Beaugrand épouse son compagnon Ghislain Gerin avec qui il était en couple depuis sept ans. Il prend comme nom d'usage Beaugrand-Gerin. Le couple a recours à la GPA au Nevada, pratique autorisée aux États-Unis mais illégale en France pour donner naissance à Valentin Beaugrand-Gerin le 9 novembre 2019.

## Parcours en radio
- 1992 : animateur sur Ado Fm
- 2008 : présentateur de l'émission Le Debrief, un talk-show hebdomadaire satirique sur Goom Radio
- 2008-2010 : chroniqueur dans l'émission Le Grand Direct des médias sur Europe 1
- 2010-2014 : chroniqueur dans l'émission On va s'gêner sur Europe 1
- 2013-2014 : animateur de l'émission Virgin Tonic sur Virgin Radio
- Depuis 2014 : sociétaire des Grosses Têtes sur RTL
- Été 2015, été 2016, Noël 2017 : présentateur de l'émission RTL Petit Matin sur RTL
- 2017 : présentateur de l'émission Le 5 à 7 sur RTL
- 2017 : animateur de l'émission Stop ou Encore sur RTL.

## Parcours à la télévision

### Présentateur et chroniqueur
- 2000 - 2007 : présentateur remplaçant des journaux sur LCI
- 2004 : Le Set, avec Marie Labory sur Pink TV
- 2007 - 2008 : iNet sur I-Télé
- 2007 - 2008 : 1h30 Chrono présenté par Thomas Hugues : chroniqueur sur I-Télé
- 2007 - 2009 : La Matinale, présentée par Bruce Toussaint, puis Maïtena Biraben : chroniqueur sur Canal +
- 2008 : Matin Info, avec Émilie Besse sur Canal +
- 2008 - 2009 : + Clair présenté par Charlotte Le Grix de La Salle : chroniqueur sur Canal +
- 2009 - 2010 : L'After News, avec Erika Moulet sur LCI
- 2009 : Pop Job, avec Ariane Brodier sur Virgin 17
- 2009 - 2010 : So Fashion sur Odyssée
- 2009 : 10 h le mag présenté par Julien Arnaud et Sandrine Quétier : chroniqueur sur TF1
- 2009 - 2019 : 50 minutes inside présenté par Sandrine Quétier (2009-2017) et Nikos Aliagas (2009-2023) : chroniqueur et reporter sur TF1
- 2010 - 2016 : La Médiasphère, avec Julien Arnaud sur LCI
- 2010 - 2012 : On ne s'est pas dit tout, présenté par Romain Hussenot : chroniqueur sur LCI
- 2010 : Ça va s'Cauet sur TF1
- 2011 : Carré ViiiP, avec Elsa Fayer sur TF1
- 2011 - 2013 : En mode gossip (NT1)
- 2012 : Love Song sur NT1
- 2013 - 2018 : Confessions intimes sur NT1
- 2014 : The Best : Le Meilleur Artiste : coprésentation avec Estelle Denis sur TF1
- Depuis 2015 : Tirages du Loto et de l'Euromillions : présentateur (en alternance avec Jean-Pierre Foucault, Karine Ferri, Elsa Fayer, Anaïs Grangerac, Inès Vandamme et Alexandre Devoise) sur TF1
- 2015 : La France passe le test, avec Carole Rousseau sur TF1
- 2015 : M Pokora : 10 ans de carrière, le concert évènement sur NT1
- 2015 - 2017 et depuis 2024 : Secret Story : présentateur sur TF1, NT1 puis TFX
- Depuis 2015 : Le Big Bêtisier (NT1/TFX)
- 2016 : 5' Inside Cannes sur NT1
- 2016 - 2017 : La Villa des Cœurs Brisés, avec Elsa Fayer sur NT1
- 2016 : L'Hebdo Show, présenté par Arthur : chroniqueur sur TF1
- 2016 : Cinq à Sept, présenté par Arthur : chroniqueur sur TF1
- Depuis 2016 : Ninja Warrior : Le Parcours des héros, coprésentation avec Sandrine Quétier (2016-2017), Denis Brogniart (2016-), Iris Mittenaere (2018-2024) et Anaïs Grangerac (2025-) sur TF1
- 2017 : Danse avec les stars (co-animation tournante), avec Sandrine Quétier sur TF1
- 2018, 2021 : 50 minutes Inside : joker de Nikos Aliagas sur TF1
- 2018 - 2019 : La Bataille des Couples, avec Lucie Mariotti sur TFX
- 2018 - 2020 : La Matinale, présentée par Pascale de La Tour du Pin : chroniqueur sur LCI
- 2019 - 2020 : Ça va faire du bruit sur LCI
- 2019 : Big Bounce, la course de trampoline, avec Laurence Boccolini et Anaïs Grangerac sur TF1
- Depuis 2019 : Le Grand Bêtisier, décliné en plusieurs versions et coanimé avec Karine Ferri  sur TF1 
  - 2019, 2021 : Le Grand Bêtisier de l'été
  - Depuis 2019 : Le Grand Bêtisier du 31
  - 2020 : Le Grand Bêtisier à la maison
  - 2020-2021 : Le Grand Bêtisier, 30 ans de rire sur TF1
- 2020 : LCI vous donne la parole sur LCI
- 2020 : Audrey & Co (renommée alors Actu & Co) : joker d'Audrey Crespo-Mara sur LCI
- 2020 : La Matinale : présentateur, en remplacement de Pascale de La Tour du Pin sur LCI
- 2020-2021 : Le Brunch de l'info sur LCI
- 2020 : Les 100 plus grands..., avec Anaïs Grangerac sur TF1
- 2021 : Global Citizen Live sur TMC
- 2021 : Belgique-France, je t’aime moi non plus sur RTL-TVI
- 2021-2023 : Les Matins LCI Week-end : présentateur avec Anne-Chloé Bottet sur LCI
- 2021 : Les Matins LCI : présentateur avec Anne-Chloé Bottet, en remplacement d'Hélène Mannarino et Stefan Etcheverry sur LCI
- 2022 : Élysée 2022 : Place aux jeunes, coprésenté avec Ruth Elkrief sur LCI
- 2022 : 14 Juillet : Le Défilé, présenté par Anne-Claire Coudray et Gilles Bouleau : envoyé spécial sur TF1 et LCI
- 2022 : Elizabeth II : L’adieu, présenté par Anne-Claire Coudray et Gilles Bouleau : envoyé spécial sur TF1 et LCI
- 2023 : Le couronnement : Charles III, présenté par Anne-Claire Coudray et Gilles Bouleau : envoyé spécial sur TF1 et LCI
- Depuis 2024 : Bonjour ! La Matinale TF1, présentée par Bruce Toussaint : chroniqueur et présentateur joker

### Candidat / participant
- 1997-1998 : Sous vos applaudissements sur France 2 : candidat, finaliste
- 2011, 2012 : Fort Boyard sur France 2 : candidat
- Depuis 2012 : Le Grand Concours des animateurs sur TF1 : candidat
- 2013 : Splash : Le Grand Plongeon sur TF1 : candidat
- 2014 : Canapé Quiz sur TMC
- 2017 : Le Grand Blind Test sur TF1 : candidat
- 2021 : Stars à nu, présenté par Alessandra Sublet et Chris Marques sur TF1 : participant
- 2021 : District Z sur TF1 :  participant
- 2022 : Mask Singer (saison 4) sur TF1 : candidat sous le costume de l'ours
- 2023 : Les 12 Coups de l’Amour sur TF1 : gagnant
- 2023 : Le Grand Quiz sur TF1
- 2023 : The Wheel : Le Cercle des 7 sur TF1

## Résumé de carrière artistique

### Publications
- Christophe Beaugrand (auteur) et Thomas Pawlowski (collaborateur), Dictionnaire malhonnête de la télévision, Paris, Balland, 17 novembre 2011, 416 p., 23 cm (ISBN 978-2-35315-131-8, BNF 42560154)
- Christophe Beaugrand, L'éloge de la loose : Les moments de solitude ça arrive aussi aux autres !, Éditions Larousse, 26 octobre 2016, 256 p., 14 × 22 cm (ISBN 978-2035931320)
- Christophe Beaugrand (auteur), Fils à papa(s), Édition Plon (grand format), 07 octobre 2021
- Christophe Beaugrand (auteur), Fils à papa(s), Éditions Mon Poche (format poche), septembre 2022

### Doublage
- 2022 : Tad l'explorateur et la table d'émeraude : Ryan[38]

## Distinction
- Gold Prix de la TNT 2016 (récompense de télévision française, remise par la société Live Production)[39]